# Jean Tirole
Jean Tirole (Troyes, Franciaország, 1953. augusztus 9. –) francia egyetemi professzor, intézeti tudományos igazgató, eredményei elismerésért a Neumann János-díj (1998) és a közgazdasági Nobel-emlékdíj (2014) kitüntetettje.
A Toulouse School of Economics elnöke.

## Magyarul megjelent művei
- Válogatás Jean Tirole műveiből. A Rajk László Szakkollégium által alapított Neumann János Díj 1998. évi kitüntetettje tiszteletére; ford. Karádi Péter et al.; MKKE, Budapest, 1998 (Szakkollégiumi füzetek)
- Közgazdaságtan a közjóért; ford. Felcsuti Péter; Osiris, Budapest, 2021 (Osiris társadalomtudományi könyvtár)